# Cyathea planadae
Cyathea planadae är en ormbunkeart som beskrevs av Arens och Smith. Cyathea planadae ingår i släktet Cyathea och familjen Cyatheaceae. Inga underarter finns listade.